# アンドロメダ座XIX

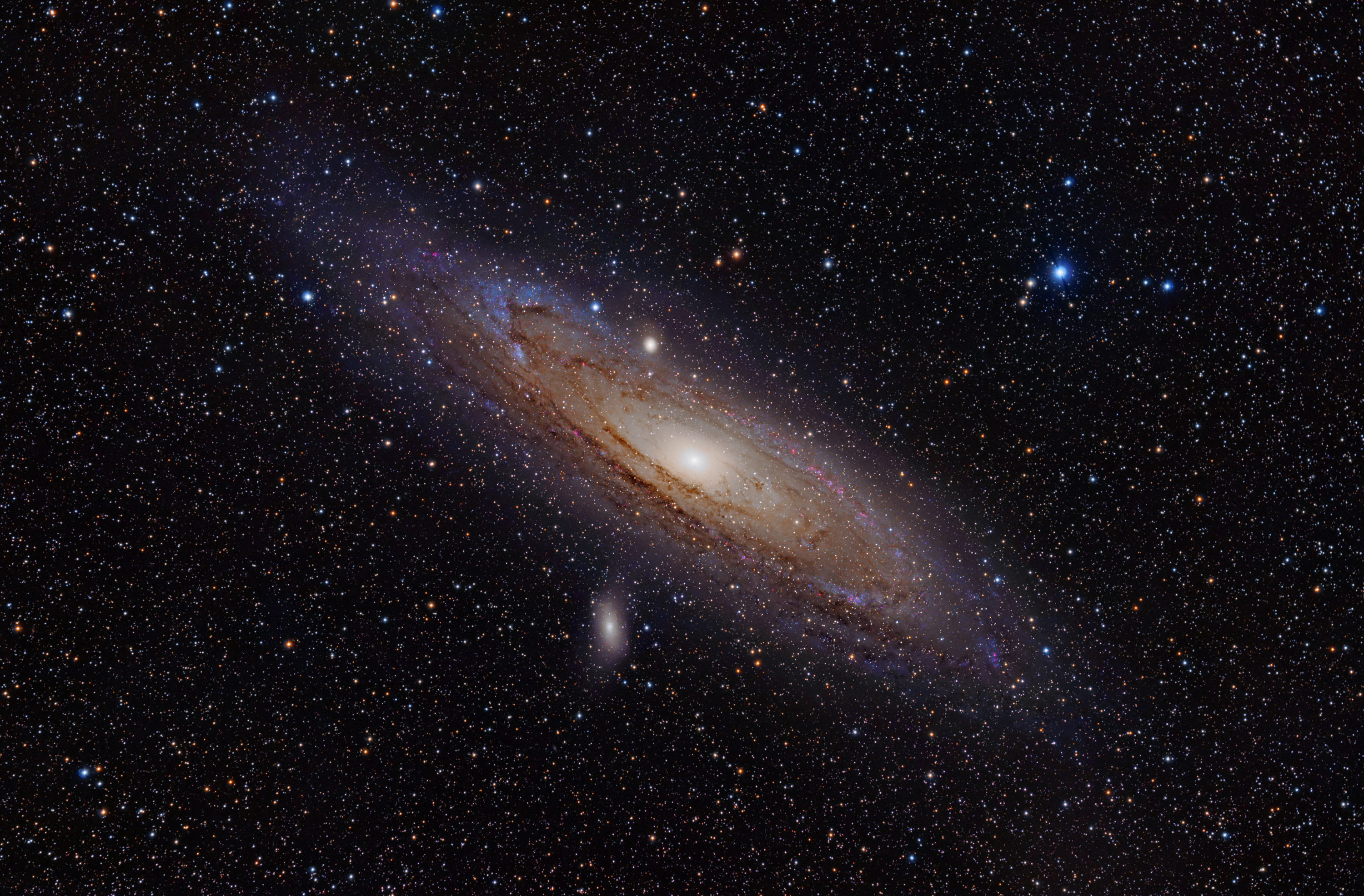
アンドロメダ銀河

アンドロメダ座XIX(Andromeda XIX)は、アンドロメダ銀河の伴銀河であり、局所銀河群の一部である。アンドロメダ座XIXは「局所銀河群で最も長く伸びた矮小銀河」であると考えられており、半径は1.7キロパーセク (kpc) にもなる。カナダ・フランス・ハワイ望遠鏡で発見された。

## 経緯
カナダ・フランス・ハワイ望遠鏡のMegaPrime/MegaCam 1 deg2カメラを用いて行われたサーベイで、150キロパーセクまでの範囲でアンドロメダ銀河の銀河ハローのマッピングが行われた。このサーベイで、アンドロメダ銀河の銀河ハローの塊状の構造が確認されたとともに、アンドロメダ座XI、XII、XIII、XV、XVI、XVIII、XIX、XX等のいくつかの矮小銀河の存在が示された。